# Chile: Hasta Cuando?
Chile: Hasta Cuando? è un documentario del 1986 prodotto da David Bradbury candidato al premio Oscar al miglior documentario.